# Manuel Siurot Rodríguez

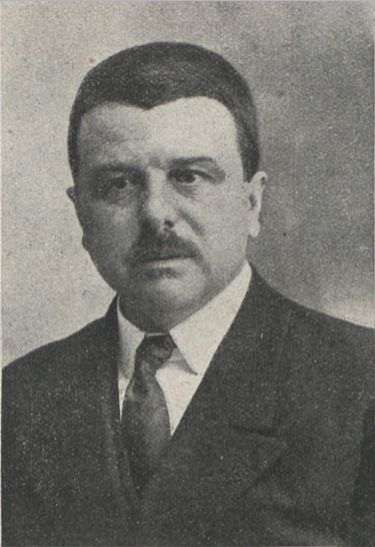
Manuel Siurot Rodríguez (Foto: 1922)

Manuel Siurot Rodríguez (* 1. Dezember 1872 in La Palma del Condado; † 27. Februar 1940 in Sevilla) war ein spanischer Rechtsanwalt und Richter, der vor allem durch seine pädagogische Arbeit mit armen Kindern bekannt wurde.

## Biografie
Manuel Siurot Rodriguez war der Sohn von José Siurot Ruiz und Lutgarda Rodríguez Caro. 1881, als er neun Jahre alt war, zog seine Familie von La Palma del Condado nach Gibraleón und 1887 schließlich nach Huelva, das damals noch nicht einmal 20.000 Einwohner zählte. Hier schloss er mit 19 Jahren die Schule mit der besten Note ab.
1892 schrieb sich Siurot an der Universität von Sevilla für Jura ein. Nach drei Semestern wechselte er nach Huelva und schloss dort mit der besten Note ab. Er heiratete 1901 Manuela Mora Claros, mit der er eine Tochter, Antonia, hatte. Mehr als zehn Jahre übte er seinen Beruf als Jurist in Huelva aus, bis er sich Anfang 1908 der Ausbildung armer Kinder widmete. Er arbeitete mit den Escuelas del Sagrado Corazón de Jesús zusammen, die der Priester Manuel González García gegründet hatte.
Ab 1916, nachdem González García nach Málaga gegangen war, übernahm Siurot die gesamte Verantwortung für die Escuelas, die er bis zu seinem Tod weiterbetrieb. 1919 gründete er das kostenlose Lehrerinternat, in dem bis 1934 mittellose junge Menschen im Lehrerberuf ausgebildet wurden. Sie erhielten eine umfangreiche Bildung, die zur Verbesserung des Schulunterrichts insgesamt beitrug.
Außerdem war Manuel Siurot Rechtsanwalt, Richter, ab 1927 neutraler Abgeordneter der Nationalversammlung, außerordentlicher Botschafter in hispano-amerikanischen Angelegenheiten und Schriftsteller sowie Journalist, der zahlreiche Artikel in den Tageszeiten von Sevilla, Huelva und anderen Orten veröffentlichte. Er erhielt 1926 den Premio Mariano de Cavia für seinen Artikel El triunfo de las carabelas. 
Das Grab von Manuel Siurot befindet sich in der Taufkapelle der Pfarrkirche zu La Palma del Condado.
Straßen, die nach ihm benannt sind, finden sich in La Palma del Condado, Sevilla, Huelva, Isla Cristina und weiteren Ortschaften der Region. Etliche Schulen der Provinzen Huelva und Sevilla tragen seinen Namen.

## Schriften

### Pädagogik
- Cada Maestrito... (1912)
- Cosas de niños (1913)
- Luz de las cumbres y resplandores de la Cruz (1923)
- Filosofía en gotas (1935)

### Allgemein
- La romería del Rocío (1918)
- La emoción de España (1923)
- Sal y Sol (1924)
- Mi relicario de Italia (1916)
- La obra maestra de España (1931)
- España, Las Castillas
- La nueva emoción de España (1937)
- Mis charlas ante el micrófono del General (1937)
- Au Coeur de l'Espagne (1927)

### Zeitungsartikel
Abgesehen von seiner ständigen Mitarbeit an den Zeitschriften El Granito de Arena und Cada Maestrito, die er 1918 gründete, veröffentlichte er in El Correo de Andalucía und ABC.